# Alt Gaarz
Alt Gaarz, también llamado Neu Gaarz, es un municipio situado a la orilla del lago Hof, a poca distancia al norte del lago Müritz —el mayor lago de Alemania— en el distrito de Llanura Lacustre Mecklemburguesa, en el estado federado de Mecklemburgo-Pomerania Occidental (Alemania), a una altitud de 78 metros. 
Su población a finales de 2013 era de 87 habs. y su densidad poblacional, 6.5 hab/km².